# Trichomonas foetus
Trichomonas foetus è un protozoo multiflagellato trasmesso per via venerea e parassita dell'apparato riproduttore dei bovini, causando la trichomoniasi bovina. Nei tori l'infezione è asintomatica, nelle vacche gravide causa riassorbimento embrionale e aborto nei primi quattro mesi di gravidanza, spesso confuso con problemi di infertilità. È cosmopolita.  
È piriforme di dimensioni 20x10 µm, dotato di nucleo e di quattro flagelli di cui tre liberi e uno fisso. All'interno del protozoo si trova una struttura bastoncellare rigida, axostilo, che si estende lungo l'asse antero-posteriore della cellula.

## Ciclo biologico
I tori mantengono la malattia per tutta la vita e la trasmettono con l'accoppiamento.
Nella femmina i parassiti raggiungono l'utero provocando endometriti, solitamente tornano in vagina poco prima dell'estro.
I parassiti si trovano nel liquido amniotico e allantoideo.
Può capitare che la vacca guarisca spontaneamente e ne rimanga poi immune per tutta la vita.
| Controllo di autorità | J9U (EN, HE) 987007548880605171 |